# ТЕС Барранко-де-Тірахана
ТЕС Барранко-де-Тірахана – теплова електростанція на іспанському острові Гран-Канарія. Також відома як ТЕС Хуан-Гранде.
В 1992 та 1995 роках на майданчику станції запустили дві встановлені на роботу у відкритому циклі газові турбіни потужністю по 37,5 МВт. 
В 1995 та 1996 роках ввели в дію конденсаційні парові турбіни з показниками по 80 МВт.
В 2004-му ввели в дію парогазовий блок комбінованого циклу потужністю 226 МВт, в якому дві газові турбіні потужністю по 75,5 МВт живлять через відповідну кількість котлів-утилізаторів одну парову турбіну з показником 75 МВт.
У 2007-му став до ладу ще один парогазовий блок потужністю 236 МВт, в якому дві газові турбіні потужністю по 76,7 МВт живлять через відповідну кількість котлів-утилізаторів одну парову турбіну з показником 82,5 МВт.
Наразі ТЕС Барранко-де-Тірахана споживає нафтопродукти, проте за умови появи на острові джерела природного газу парогазові блоки можуть перейти на це паливо.
Видалення продуктів згоряння відбувається через численні димарі, зокрема, один заввишки 118 метрів для конденсаційних турбін. 
Для охолодження використовують морську воду.
Видача продукції відбувається ппід напругою 220 кВ та 66 кВ.